# ホクショー
ホクショー株式会社は、石川県金沢市に本社を置く垂直コンベヤ・仕分けコンベヤ・各種自動化装置をはじめとした日本の物流自動化システム・機器の専業メーカーである。

## 企業概要
1952年（昭和27年）、北陸エリアを商圏に機械器具・工業用品の販売を目的として「北商株式会社」を設立。
農協向けに傾斜コンベヤを販売し、1955年（昭和30年）には「ポータブルスラットコンベヤ」を開発。その販路を倉庫業界にも求め、メーカーとしてマテハン分野への本格的参入を開始。以来、タテの搬送分野における技術開発に注力する。
1963年（昭和38年）には垂直連続搬送機「バーチレーター」、続いて垂直仕分け搬送機「ハイトレー」、垂直往復搬送機「オートレーター」を順次開発し、垂直搬送機を核とした庫内物流合理化のニーズにきめ細かく対応している。
1987年（昭和62年）には垂直搬送機の専用工場を石川県松任市（当時、現在の白山市）に建設。同時にCIを導入し、社名を「ホクショー株式会社」に変更した。
1991年（平成3年）には高速仕分け搬送機「オートソーター」シリーズを開発、特にピース品対応の仕分け搬送システム「PAS」は商業物流市場をターゲットに新市場を形成している。
2005年（平成17年）にはクリーンルーム対応垂直搬送機をシリーズ開発し、EMI規格に準拠したクリーン搬送分野において国内外に実績を築いている。
2020年（令和2年）には、ホクショー製自動ラック無人搬送車「HART500」および無人搬送車専用の垂直往復搬送機「オートレーター」を開発。物流センターや工場における人手不足解消手段の一つである無人搬送車の分野に本格参入を果たしている。

## 主要製品・サービス

### 垂直搬送システム
- 垂直連続搬送機 バーチレーター
- 垂直往復搬送機 オートレーター
- 垂直仕分け搬送機 ハイトレー

### バラ物自動仕分けシステム
- PAS I ／ PAS I α
- PAS II ／ 高速PAS II

### 仕分け搬送システム
- スライドシュー式ケースソーター オートソーターFP20
- スライドシュー式ケースソーター オートソーターFP30
- スライドシュー式ピースソーター オートソーターmini

### 無人搬送車システム
- 自動ラック無人搬送車 HART500
- 無人搬送車専用垂直往復搬送機 無人搬送車オートレーター

### クリーン垂直搬送システム
- クリーン環境対応 垂直高速搬送機 クリーンオートレーター
- クリーン環境対応 垂直連続トレー搬送機 クリーンハイトレー

### 棚方式店舗別仕分け支援システム
- EASY

### コンベヤシステム
- ローラーコンベヤ（リング駆動・チェーン駆動・ベルト駆動・アキュムレーティング）
- 高速スイング（スイングローラー分岐ユニット）

### パレタイジングシステム
- ロボットパレタイザー
- パレット自動供給装置（パレットマガジン）

### パッケージングシステム
- 梱包自動化ロボットシステム
- シートストッカー
- 各種包装梱包装置

### 各種自動化ライン・装置
- 食膳自動搬送システム ZEN
- 検品ワーク総合ツール KIT
- パレットチェンジシステム
- オリコン入･出荷ライン
- デジタルピッキングライン
- リサイクルセンター搬送ライン
- 段積み段バラシ装置
- 直角座標式パレタイザー
- 高床式パレタイザー
- トラバーサー（軌道式搬送台車）
- 生産ラインシステム（フリーフローコンベヤ）

### メンテンナンスサービス
- 予防点検サービス
- オンコールサービス
- オーバーホールサービス

## 受賞履歴
- 金沢かがやきブランド認定製品に選定（令和6年度）[1]
- いしかわエコデザイン賞2021　大賞（令和3年）[2]
- 中部地方発明表彰　中部経済産業局長賞（令和3年度）[3]
- 中部地方発明表彰　発明奨励賞（令和2年度）
- 石川県デザイン展コンペティション部門　金沢市長賞（令和2年）[4]
- 中部地方発明表彰　発明奨励賞（令和元年度）
- 中部地方発明表彰　発明奨励賞（平成26年度）
- 金沢ブランド優秀新製品に認定 [5]
- 省エネ大賞「審査委員会特別賞」（平成24年度）[6]
- 省エネ大賞受賞候補者発表大会　優秀プレゼンテーション賞（平成24年度）
- 日本MH大賞 奨励賞（2012年）
- いしかわエコデザイン賞（2011年）[7]

## 事業所
本社・北陸支店
- 〒921-8711　石川県金沢市示野町イ6番地

白山工場
- 石川県白山市旭丘三丁目17番地

国内拠点
- 東京支店・海外営業部：東京都品川区大崎一丁目15番9号 光村ビル5F
- 大阪支店：大阪府大阪市西区西本町一丁目3番10号 信濃橋富士ビル4F
- 名古屋支店：愛知県名古屋市東区徳川一丁目901番地 サンエース徳川ビル7F
- 神奈川営業所：神奈川県海老名市中央三丁目3番14号 静岡不動産海老名ビル2F
- 九州出張所：福岡県福岡市中央区舞鶴一丁目8番26号 グランパーク天神B421

海外拠点
- 北商貿易（上海）有限公司：Room 1405, New Town Center, No.83 Loushanguan Road, Shanghai, 200336 China
- HOKUSHO KOREA CO., LTD.：16F, 15, Teheran-ro 88-gil, Gangnam-gu, Seoul, 06180 Republic of Korea

## 役員
- 代表取締役会長 - 北村　哲志
- 代表取締役社長 - 北村　宜大
- 常務取締役 - 藤井　一哉
- 常務取締役 - 中村　光彦
- 常務取締役 - 髙田　智治
- 取締役 - 髙瀬　俊哉
- 取締役 - 宮下　弘司
- 取締役 - 深山　哲夫
- 取締役 - 藤野　秀秋
- 取締役 - 竹内　猛
- 取締役 - 中川　徹
- 取締役 - 大谷　浩之
- 取締役 - 小野田　吉明
- 監査役 - 建部　隆